# (663) Gerlinde
(663) Gerlinde ist ein Asteroid des Hauptgürtels, der am 24. Juni 1908 von dem deutschen Astronomen August Kopff in Heidelberg entdeckt wurde. 
Die Herleitung des Namens ist unbekannt.